# Câmpani de Pomezeu, Bihor
Câmpani de Pomezeu (în maghiară Nagypapmező, în trad. "Câmpul Popii") este un sat în comuna Pomezeu din județul Bihor, Crișana, România.

## Lăcașuri de cult
- Biserica de lemn din Câmpani de Pomezeu

 Acest articol despre o localitate din județul Bihor este deocamdată un ciot. Puteți ajuta Wikipedia prin completarea lui.

1. ↑  , GeoNames[*] Lipsește sau este vid: |title= (ajutor)